# Никитин, Андрей Викторович (врач)
Андрей Викторович Никитин (22 июня 1918, Большое Фролово (Татарстан), Буинский район, Татарстан — 9 ноября 1992,  Харьков, Украина) – советский ученый-медик, подполковник медицинской службы в отставке.
Являлся главным врачом экипажа при полете Юрия Гагарина в космос.

## Биография

### Ранние годы
Андрей Викторович Никитин родился в 1918 году в селе Большое Фролово, Буинского района, Татарстан. Семья испытала все тяготы Голод в Поволжье в 1921-1922 гг.
В 1939 году поступил в Казанский медицинский институт. С началом Великая Отечественная война был призван на службу в качестве военного медика. После окончания войны продолжает обучение и в 1949 году оканчивает военно-медицинский факультет при Центральном институте усовершенствования врачей , а в 1954 - врачебный факультет Военно-медицинской академии имени С. М. Кирова. Работал военным медиком в госпиталях Будапешта, Ленинград, Шауляя, Таллина.

### Космическая медицина
С 1959 года являлся младшим научным сотрудником Государственного научно-исследовательского и испытательного института авиационной и космической медицины.
С 1960 по 1968 годы - ведущий врач-терапевт лаборатории медицинского контроля отдела спецтренировок и медицинского контроля ЦПК ВВС.
Во время подготовки к первому полету человека в космос вошел в качестве одного из исполнителей медицинского наблюдения за космонавтами согласно «Программе медицинского наблюдения и контроля за здоровьем космонавтов в период подготовки к старту объекта 3КА» .
Участвовал в медицинском освидетельствовании Юрия Гагарина 8 апреля 1961 года. Навещать их в Домике №1 могли только Сергей Королёв, Николай Каманин, Евгений Карпов, Владимир Яздовский, Александр Бабийчук и Андрей Никитин.
По воспоминаниям современников тех событий, Андрей Викторович был умным, общительным, но строгим врачом . Несмотря на это обстоятельство, космонавты сдружились с Никитиным. В ночь перед полетом Андрей Викторович остался спать в соседней с Юрием Гагариным и Германом Титовым комнате Домика №1.
За участие в подготовке первого полета человека в космос награжден орденом Красной Звезды.

### Семья
Во время войны в 1943 году в Харькове познакомился со своей будущей женой Лукашевой Татьяной Григорьевной (23 февраля 1921 - 3 июля 1997), мл. лейтенантом медслужбы . Дети: Светлана, Наталья.